# 黄山市屯溪第一中学
黄山市屯溪第一中学，简称屯溪一中、屯中，始建于1949年8月1日，其前身为陶行知先生创办的原南京安徽公学，是黄山市直属重点高中、安徽省示范性高中，现校址位于安徽省黄山市屯溪区徽光路105号。

## 学校历史

### 校建沿革
屯溪一中始建于1949年8月1日，其前身为陶行知先生创办的原南京安徽公学（后改名为南京私立安徽中学），之后由四校（屯溪省立工业职业学校、私立行知中学、建国中学、现代中学）合并而成。校名经过多次变动，建校初期曾名皖南区屯溪中学，1952年更名为安徽省屯溪中学，1958年更名为安徽省屯溪高级中学，1964年恢复原称为安徽省屯溪中学，1970年定为今名安徽省屯溪第一中学。
2015年秋季，学校由原位于屯溪区率水路的老校园整体搬迁至10千米外的黄山市经济开发区徽光路，仅保留应届高三学生于老校园准备高考。2016年6月，位于老校区的最后一届高三毕业后，学校完成整体搬迁。

### 获得荣誉
- 1960年，被评为省和国家级教育“先进单位”，同年定为安徽省首批重点中学，并出席全国文教战线群英会。
- 1987年，被教育部列为教育整体改革试点单位。
- 1998年，被教育部定为首批现代教育技术实验学校。
- 2000年，被安徽省教育厅评为安徽省示范性普通高级中学。

### 历任校长
- 汪启恩[1949.4——1950.7]
- 郑郁予[1950.3——1950.8]
- 罗静[1950.8——1955.4]
- 王　杰[1955.3——1956.11]
- 张　范[1956.10——1963.3]
- 胡庆源[1960.5——1975.8]
- 章观光[1966.11——1967.6]
- 叶俊达[1968——1969]
- 王玉琛[1970.12——1973.2]
- 吴本厦[1972.11——1979.1]
- 凌云甫[1978.12——1981.1]
- 吴华生[1981.2——1984.9]
- 程玉书[1982.4——1994.11]
- 汪双美[1994.11——1997.11]
- 李文纵[1997.7——1998.2]
- 周观涛[1994.11——2002]
- 查建宁[2002——2017]
- 庄有为[2017——2021.9]
- 王玲[2021.9——2024.1.8]

## 校训
屯溪一中的校训为“教人求真，学做真人”，取自陶行知的名言“千教万教教人求真，千学万学学做真人”。

## 校园

### 老校园
位于黄山市屯溪区中心城区率水路。占地面积61335平方米，有教学楼三幢，以及科学馆、图书馆、行政楼、教师宿舍、学生宿舍、运动场等建筑设施。

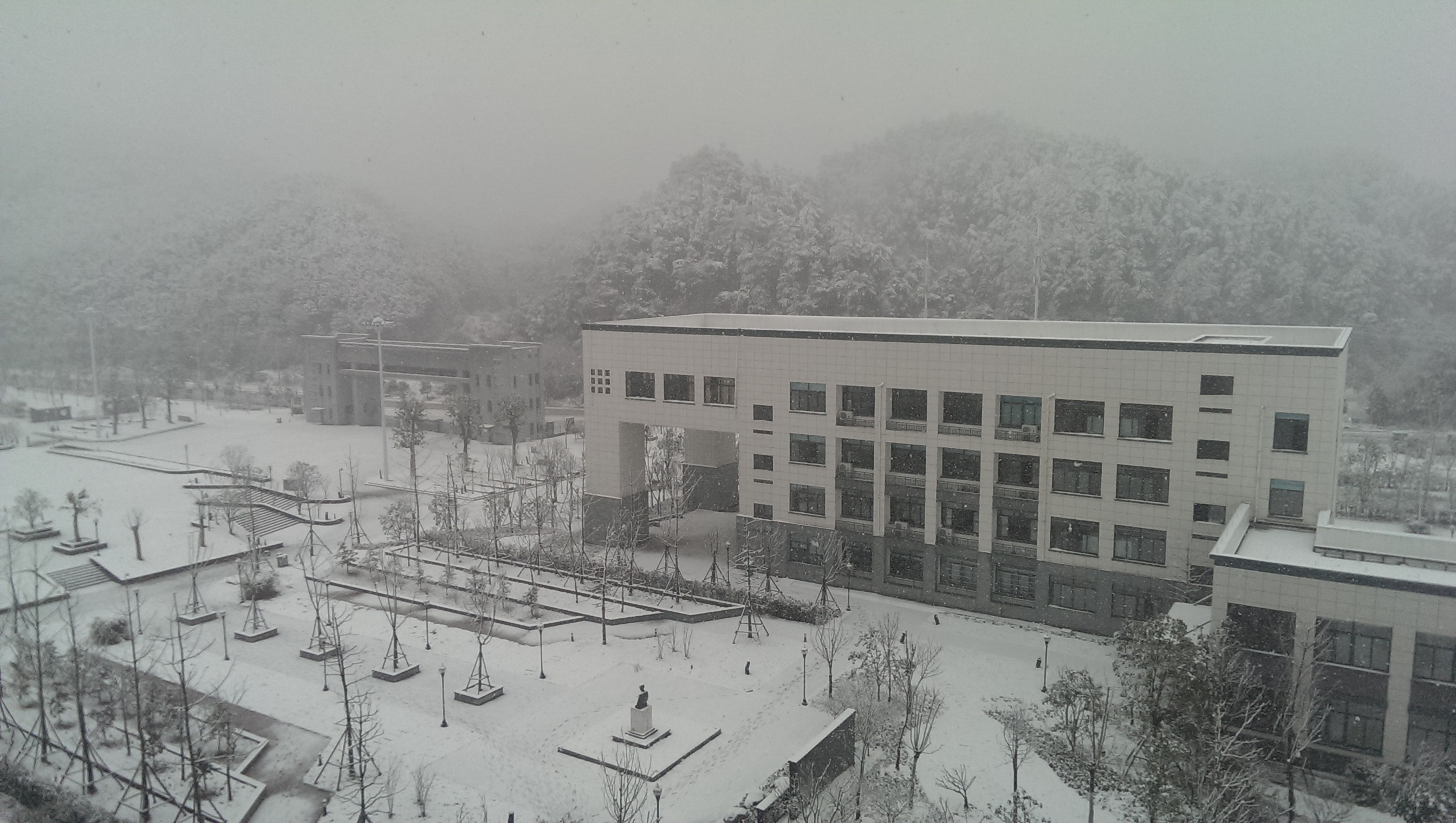
雪中的屯溪一中。

### 新校园
位于黄山市经济开发区徽光路105号。于2015年秋季启用。

## 办学特点

### 中国科学技术大学实验班
学校与中国科技大学合作，开设中国科技大学实验班，招收理科能力好的学生。

### 体育特长生
屯溪一中在2022年及之前招收田径特长生和男子足球特长生。从2023年开始不再招收田径特长生和男子足球特长生。学校于2016年成为首批全国校园足球特色学校。

## 课外活动

### 体育

#### 新生杯篮球赛
每届新生入学，学校会组织高一以班级为单位开展新生杯篮球赛。

#### 五人制足球赛
2016年，学校为贯彻校园足球活动，开展了首届五人制足球赛。

#### 田径运动会
田径运动会为一年一度。包括100米、400米、800米、1500米等径赛；和跳高、跳远、三级跳、实心球等田赛。

### 文艺

#### 校园艺术节
校园艺术节为一年一度。一般定在每年年底。包含摄影展、书画展、一中好声音、元旦游园活动、元旦文艺汇演等。

#### 校园广播
学校广播站招收普通话和英语发音纯正、标准的同学。分为普通话广播和英语广播。在周一至周五交替广播。广播内容包括时事新闻、英语美文、音乐欣赏。广播时间为中午放学后，以及下午放学直至晚课前。广播站还负责学校其他活动（如运动会）的播音。

### 社团

#### 屯溪一中学生会
屯溪一中学生会是由学校官方组织的，负责学校部分活动和事务学生自治的机构，隶属于校团委。

#### 无限创意社团
无限创意社团为学校非官方组织，下辖多个子社团。子社团的种类和数目根据历届学生兴趣所向，略有增减。如文学社、摄影社、软件社、绘画社、音乐社、ACG音游社、国学社……

#### 志愿者协会
志愿者协会主要开展一些献爱心活动。如“手拉手”、情人节义卖玫瑰、社会实践等。